# Girou (rivière)
Pour les articles homonymes, voir Girou.
Le Girou est une rivière du Sud de la France qui parcourt les départements du Tarn et de la Haute-Garonne en région Occitanie et un sous-affluent de la Garonne par l'Hers-Mort.

## Étymologie
Le nom Girou viendrait du fait que la rivière fait de nombreux virages.

## Géographie
Il prend sa source dans le Tarn sur la commune de Puylaurens à 290 m d'altitude et se jette dans l'Hers-Mort au nord de Saint-Jory à 115 m d'altitude en limite de la zone d'Eurocentre, après un cours de 64,5 km de longueur.

### Départements et principales villes traversés
- Tarn : Puylaurens, Cuq-Toulza, Teulat.
- Haute-Garonne : Vendine, Verfeil, Gragnague, Labastide-Saint-Sernin, Cépet, Villeneuve-lès-Bouloc, Castelnau-d'Estrétefonds, Bourg-Saint-Bernard, Saint-Sauveur.

### Communes et cantons traversés
Dans les deux départements du Tarn et de la Haute-Garonne, le Girou traverse les trente-deux communes suivantes : Villeneuve-les-Lavaur, Loubens-Lauragais, Maurens-Scopont, Le Faget, Cambon-les-Lavaur, Cuq-Toulza, Puylaurens, Saint-Sauveur, Villeneuve-les-Bouloc, Cépet, Gargas, Labastide-Saint-Sernin, Montberon, Villaries, Bazus, Garidech, Castelmaurou, Lapeyrouse-Fossat, Gragnague, Saint-Marcel-Paulel, Bonrepos-Riquet, Verfeil, Castelnau-d'Estretefonds, Saint-Jory, Pechaudier, Saint-Pierre, Bourg-Saint-Bernard, Teulat, Montcabrier, Francarville, Bannieres, Vendine.

### Bassin versant
Le Girou traverse sept zones hydrographiques O230, O231, O232, O232, O234, O235, O236 pour une superficie totale de 556 km2. Ce bassin versant est constitué à 93,96 % de « territoires agricoles », à 2,99 % de « forêts et milieux semi-naturels », à 2,71 % de « territoires artificialisés », à 0,26 % de « surfaces en eau ».

## Affluents
Le Girou a soixante-huit tronçons affluents référencés.

### Principaux affluents
- Le Peyrencou : 15,1 km
- la Vendinelle : 19,7 km
- Le Dagour : 10,2 km
- Le Nadalou : 11,3 km
- Le Ruisseau de Laragou : 13,4 km
- La Balerme : 8,2 km et son lac (lac de la Balerme)
- Ruisseau de Madron : 5,7 km
- Ruisseau de Conné : 8,9 km
- Ruisseau de l'Herle : 5,4 km
- Ruisseau de Geignes : 5,8 km
- Ruisseau de mailhès : 8 km
- Ruisseau d'Algans ou Ruisseau d'Oulmine: 7,5 km
- Ruisseau de Thiers : 7 km
- Ruisseau de Portauque : 6,6 km

## Hydrologie
L'alimentation pluviale de la rivière explique les sautes de son débit, les crues brutales lors d'orages qui peuvent prendre, parfois, un caractère catastrophique.

### Le Girou à Cépet
Le débit du Girou a été observé depuis le 1er septembre 1968 , à Cépet, à 126 m d'altitude, localité du département de la Haute-Garonne, située tout près du confluent avec l'Hers-Mort, par la DREAL Midi-Pyrénées. Le bassin versant de la rivière y est de 526 km2, soit 95 % du bassin versant total de 556 km2.
Le module de la rivière à Cépet est de 2,38 m3/s.
Le Girou présente des fluctuations saisonnières de débit importantes, avec des hautes eaux d'hiver-printemps portant le débit mensuel moyen à des niveaux situés entre 2,77 et 5,35 m3/s, de décembre à mai inclus (maximum en février), et des basses eaux d'été, d'août-septembre, avec une baisse du débit moyen mensuel jusque 0,377 m3/s au mois d'août (377 litres par seconde), ce qui est fort acceptable et loin d'être sévère.

### Étiage ou basses eaux
Cependant, le VCN3 peut chuter jusque 0,007 m3/s, en cas de période quinquennale sèche, soit 7 litres par seconde, ce qui doit être qualifié d'extrêmement sévère. 

### Crues
D'autre part, les crues peuvent être assez importantes. Les QIX 2 et QIX 5 valent respectivement 38 et 58 m3/s. Le QIX 10 vaut 72 m3/s, tandis que le QIX 20 est de 86 m3/s. Enfin le QIX 50 se monte à 100 m3/s.
Le débit instantané maximal enregistré à Cépet a été de 124 m3/s le 12 février 1972  tandis que la valeur journalière maximale était de 121 m3/s le lendemain 13 février 1972. En comparant le premier de ces chiffres aux valeurs des différents QIX de la rivière, il apparaît que cette crue était bien plus importante que la crue cinquantennale définie par le QIX 50, et donc exceptionnelle. La hauteur maximale instantanée s'est établie à 545 cm ou 5,45 m le 24 mars 1971 à 0 h 23.

### Lame d'eau et débit spécifique
La lame d'eau écoulée dans le bassin du Girou est de 143 millimètres annuellement, ce qui est médiocre, très nettement inférieur à la moyenne d'ensemble de la France (320 millimètres par an), mais aussi à celle de l'ensemble du bassin versant de la Garonne (384 millimètres par an). Le débit spécifique (ou Qsp) atteint 4,5 litres par seconde et par kilomètre carré de bassin.

## Aménagements et écologie
Le Girou longe sur quelques kilomètres le canal du Moulin à Gragnague.